# Bernhard Heitmann

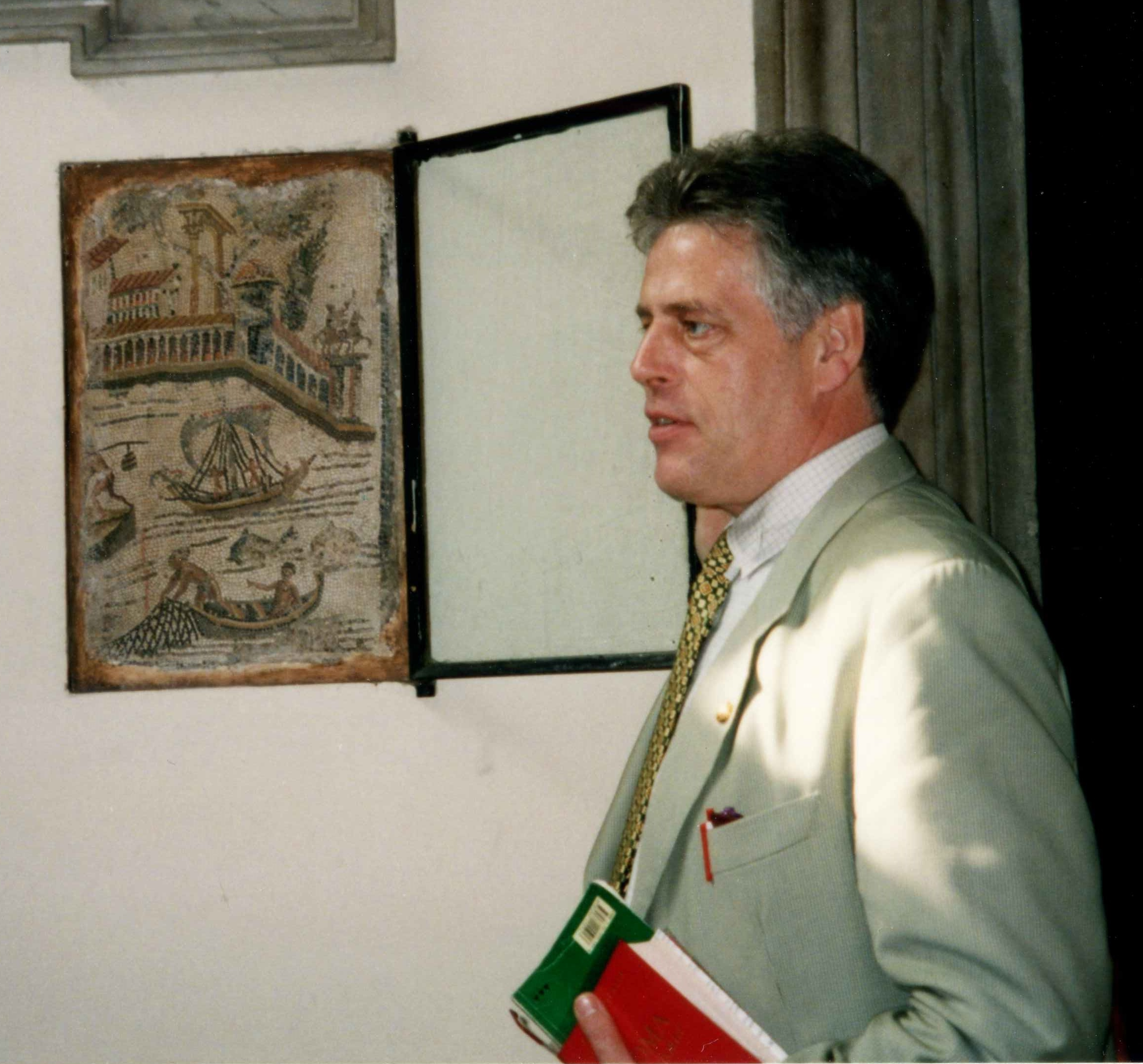
1995 in Rom vor einem römischen Mosaik in Santa Maria in Trastevere.

Bernhard Heitmann (* 6. Februar 1942 in Weidenau; † 25. September 2020 in Hamburg) war ein deutscher Kunsthistoriker und Museumskurator.

## Leben und Wirken
Heitmann studierte ab 1961 Rechtswissenschaften an der Universität München. 1968 wurde er Rechtsreferendar und 1971 Assessor. Anschließend begann er das Studium der Kunstgeschichte an der Universität München, das er 1977 mit der Promotion abschloss.
Anfang 1978 ging er an das  Museum für Kunst und Gewerbe in Hamburg. Nach anderthalbjährigem Volontariat wurde er dort Kustos. Er war zunächst zuständig für den Bereich Renaissance und Skulpturen mit dem Schwerpunkt Goldschmiedekunst und erweiterte später sein Arbeitsgebiet auf die europäischen Sammlungen vom Mittelalter bis zum Historismus.
Eine der von Heitmann kuratierten Ausstellungen trug den Titel Gold und Silber aus dem Moskauer Kreml. Hier konnten zum ersten Mal Hamburger Goldschmiedearbeiten des 17. Jahrhunderts, die sich in der Rüstkammer des Moskauer Kremls befinden, außerhalb Moskaus gezeigt werden. 2007 ging er in den Ruhestand.

## Veröffentlichungen (Auswahl)
- Beiträge in: Erich Schliemann (Hrsg.): Die Goldschmiede Hamburgs. Band 1–3. Hamburg 1985, ISBN 3-88771-005-3.
- mit Jewgenia I. Smirnowa: Gold und Silber aus dem Moskauer Kreml. Meisterwerke Hamburger Goldschmiedekunst. Herausgegeben vom Museum für Kunst und Gewerbe, Hamburg 1986.
- (Redaktion): Jadequell und Wolkenmeer. 5000 Jahre chinesischer Kunst aus dem Museum von Shanghai. Hoffmann und Campe Verlag, Hamburg 1988.
- mit Karin Ihlenfeld und Carlos Obergruber-Boerner: Handwerk und Maschinenkraft. Die Silbermanufaktur Koch & Bergfeld in Bremen. Museum für Kunst und Gewerbe, Hamburg 1999, ISBN 3-923859-42-2.
- Kunst für Hamburg – von laut bis leise: 50 Jahre – Stiftung für die Hamburger Kunstsammlungen. Herausgegeben von der Stiftung 2006, ISBN 3-938002-21-2.
- mit Carlos Boerner: Historische Bestecke. Aus der Sammlung des Museums für Kunst und Gewerbe. Herausgegeben vom Museum 2007, ISBN 978-3-923859-70-2.
- Ein Teebesuch mit Folgen. Wie Elias Canettis Geliebte Marie-Louise von Motesiczky von dessen zweiter Ehe erfuhr. In: Neue Zürcher Zeitung vom 14. Februar 2012.